# Gabala City Stadium
Gabala City Stadium (azeri: Qəbələ şəhər stadionu) er et multifunktions-stadion i Gabala i Aserbajdsjan. Det benyttes hovedsageligt til at afholde fodboldkampe, og er hjemmebane for Gabala FC.

## Historie
Stadionet opførtes i 1985.